# Бела слабуњавка
  је јестива гљива из породице Psathyrellaceae. Спољашност гљиве је беле боје, у средини је тамнија. Печурка је ломљива и глатка. Месо је танко, ломљиво и бело. Гљива угодног укуса и мириса. Споре у елиптичне, глатке и пурпурносмеђе боје.

## Станиште
Распрострањена је у Европи и Северној Америци. Расте у скупинама или бусенасто, од пролећа до средине јесени. Станиште су влажне листопадне шуме, око пањева. Може се наћи и по парковима и уз шумске путеве.

## Етимологија
Назив рода Psathyrella потиче од латинске речи Psathyrus - што би значило мекано, крхко. Име врсте Candolleana, гљива је добила по Швајцарском ботаничару Augustinu Pyramusu de Candolleu.

## Употреба
Јестива је гљива, није честа.